# Curtea brâncovenească din Doicești
Curtea brâncovenească din Doicești este un ansamblu de monumente istorice aflat pe teritoriul satului Doicești, comuna Doicești. În Repertoriul Arheologic Național, monumentul apare cu codul 65422.02.01.

Ansamblul este format din următoarele monumente:
- Beciurile casei domnești (cod LMI DB-II-m-A-17465.01)
- Biserica „Nașterea Maicii Domnului” (cod LMI DB-II-m-A-17465.02)
- Casa slujitorilor-ruine (cod LMI DB-II-m-A-17465.03)
- Anexe gospodărești-ruine (cod LMI DB-II-m-A-17465.04)
- Zid de incintă cu poartă (cod LMI DB-II-m-A-17465.05)